# 仙鶴駅
座標: 北緯37度25分37.22秒 東経126度41分56.32秒 / 北緯37.4270056度 東経126.6989778度
仙鶴駅（ソンハクえき）は、大韓民国仁川広域市延寿区にある仁川交通公社1号線の駅である。駅番号は(I128)。

## 駅構造
- 相対式ホーム2面2線の地下駅。

## 駅周辺
- 錦湖アパート
- 仙鶴5団地
- 仁川仙鶴初等学校
- 花卉団地
- 仁川アジア大会仙鶴競技場

## 歴史
- 1999年10月6日 - 開業。

## 隣の駅
仁川交通公社
●1号線
文鶴競技場駅 (I127) - 仙鶴駅 (I128) - 新延寿駅 (I129)